# Пинту, Сержиу
Се́ржиу Рика́рду да Си́лва Пи́нту (порт. Sérgio Ricardo da Silva Pinto; 16 октября 1980, Вила-Нова-ди-Гая) — португальский футболист, полузащитник.

## Карьера
Пинту начинал карьеру в молодёжной команде «Порту», где провёл 4 года. В возрасте 12 лет переехал в Германию, где играл в «Хальтерне» и молодёжной команде «Шальке 04».
11 сентября 1999 года Пинту дебютировал в Бундеслиге в матче против леверкузенского «Байера» (2:3). Бо́льшую часть времени своей карьеры в «Шальке» он провёл на скамейке запасных или в играх за вторую команду, вследствие чего ему и пришлось сменить клуб.
В 2004 году Пинту перешёл в ахенскую «Алеманию» за 125 тысяч евро. За первые 2 сезона в клубе, выступающем тогда во Второй Бундеслиге, он сыграл 58 матчей и забил 8 голов, что помогло «картофельным жукам» выйти в Бундеслигу по итогам сезона 2005/06. Его гол в ворота «Падерборна» в матче Второй Бундеслиги, состоявшемся 25 ноября 2005 года, был признан «лучшим голом месяца в Германии» немецким телеканалом ARD. В следующем сезоне Пинту регулярно выходил на поле в составе «Алемании», забив 2 гола, однако ахенский клуб финишировал на 17-м месте и вылетел во Вторую Бундеслигу.
Летом 2007 года Пинту подписал трёхлетний контракт с «Ганновером», где он воссоединился с бывшим тренером «Алемании» Дитером Хеккингом. В 2010 году португалец продлил контракт с «96-ми» до 2013 года. В конце сезона 2012/13 «Ганновер» объявил, что Пинту покинет клуб летом по истечении его контракта.
В июле 2013 года Пинту подписал двухлетний контракт с испанским клубом «Леванте». Его дебют в чемпионате Испании состоялся 15 августа 2013 года в гостевом матче против «Барселоны» (0:7).
9 июня 2014 года Пинту перешёл в дюссельдорфскую «Фортуну», подписав контракт до 2016 года.